# John McCain
John Sidney McCain (Coco Solo, Panama, 29. kolovoza 1936. – Cornville, 25. kolovoza 2018.) američki političar i senator, kandidat Republikanske stranke na američkim predsjedničkim izborima 2008. godine.

## Životopis
Rođen je u tradicionalnoj obitelji američkih mornaričkih časnika iz kojeg su njegov djed i otac bili poznati mornarički admirali SAD-a. Pripadnost obitelji utjecalo je i na Johnovo opredjeljenje za vojnu karijeru pa se nakon srednjoškolskog obrazovanja opredijelio za Mornaričku akademiju SAD-a na kojoj je diplomirao 1959. godine. 
Nakon studija uključio se u postrojbe Vojske SAD-a te je sudjelovao u Vijetnamskom ratu kao pilot. 26. listopada 1967. je u akciji njegov zrakoplov oboren iznad Hanoia te je on zarobljen. U vijetnamskom zarobljeništvu proveo je šest godina i bio je žrtva mučenja. Godine 1973. je oslobođen. Godine 1981. napustio je ratnu mornaricu i umirovljen je kao visoko odlikovani vojni časnik u činu kapetana bojnog broda (US-Navy: Captain).
John McCain dva puta se ženio. Ima četvero biološke djece i troje usvojene. Napisao je više knjiga među kojima se nalaze i memoari. Preminuo je od glioblastoma koji mu je dijagnosticiran u srpnju 2017 godine. 

## Politička karijera
Nakon vojne karijere godine 1982. John McCain opredijelio se za političku karijeru, ušao je u Republikansku stranku SAD-a, pa je iste godine izabran je za zastupnika Arizone u Zastupnički dom Kongresa SAD-a gdje je u istom svojstvu proveo dva mandata. Godine 1986. izabran je u Senat SAD-a. Kao senator predsjedao je na više senatskih odbora, među njima i za trgovinu, znanost i transport.
Kao političar odlikuje se svojom liderskom sposobnošću, otvorenim stavovima i ponašanjem, duhovitošću i dosjetljivošću, konzervativnim stajalištima i hinjenim poštenjem. 
Godine 2000. godine istakao je ispred Republikanske stranke svoju kandidaturu za Predsjednika SAD-a ali je bio poražen od, tada budućeg, predsjednika SAD-a George W. Busha. 

## Politički stavovi
Unutar Republikanske stranke na meti je desnog krila stranke, koje ga smatraju nedovoljno konzervativnim. 
Njegovi glavni politički stavovi su:
- zagovornik je rata u Iraku, ali kritizira Pentagon da ne šalje dovoljno vojnika u Irak
- vojnu opciju protiv Irana ne isključuje, iako je smatra zadnjom mjerom
- izričito podupira socijalne programe
- deklariran je protivnik pobačaja
- protivnik je istospolnih brakova
- zalaže se za kazneno-pravnu zabranu istraživanja o umjetnoj oplodnji
- blizak je američkom lobiju koji brani zabranu prodaje, kupnje i nošenje oružja.

## Predsjednička kampanja
U mnogim američkim ispitivanjima javnog mnijenja dobivao je ohrabrujuću potporu za potencijalnog republikanskog predsjedničkog kandidata. U veljači 2007. objavio je u intervjuju američke televizijske postaje CBS ponovno svoju kandidaturu za predsjedničke izbore 2008. Dobio je potporu bivših američkih ministra vanjskih poslova: Henry Kissinger, Alexander Haig, George Shultz i Lawrence Eagleburger.
U nominacijskom procesu za republikanskog predsjedničkog kandidata (Republican nomination process) trenutno ima status dezigniranog kandidata Republikanske stranke s potporom od 1.289 izaslanika, nakon što je drugi kandidat Mike Hukabee 4. ožujka 2008. odustao od svoje kandidature. 
Već nakon povlačenja ključnog protukandidata Mitt Romneya i njegove potpore McCainu kako bi jačao ulogu Republikanaca u izbornoj borbi protiv Barack Obama i Hillary Clinton pobjeda bila je izvjesna. Romney je prekinuo svoju kampanju krajem siječnja 2008. te ima potpore 286 izaslanika.
U Houstonu u državi Teksas 18. veljače 2007. bivši predsjednik i otac sadašnjeg predsjednika SAD-a George Walker Bush dao je potporu John McCainu i poručio da "ovom povijesnom trenutku Amerika ne smije biti podijeljena, ..., nitko drugi nije bolji da vodi ovu naciju u ovim teškim vremenima nego senator John McCain". Politički analitičari ocjenjuju podršku Busha starijeg kao znak je su se vodeći dužnosnici GOP (Grand Old Party, tj. Republikanske stranke) odlučili dati John McCain potporu za predsjedničku kandidaturu.
McCain pobjeđuje 19. veljače u državama Washington i Wisconsin te kampanju usmjerava izravno protiv očiglednog demokratskog kandidata Barack Obame.
Na predizborima u Ohio, Rhode Island i Teksasu održane 4. ožujka 2008. osvojio je potrebnu apsolutno većinu od 1.191 izaslanika, te se tako rano može usredotočiti na svoju predsjedničku kampanju. Republikanci su zadovoljni što se stranačka predkampanja rano završila, te se nadaju da se demokrati unutar svoje predkampanje što duže iscrpe u tjesnoj borbi između Obame i Clinton.

## Vanjske poveznice
- http://www.johnmccain.com John McCain for President
- http://www.gop.com Grand Old Party - Republican National Committee